# Ottleya mearnsii
Ottleya mearnsii är en ärtväxtart som först beskrevs av Nathaniel Lord Britton, och fick sitt nu gällande namn av Dmitry Dmitrievich Sokoloff. Ottleya mearnsii ingår i släktet Ottleya och familjen ärtväxter. Inga underarter finns listade i Catalogue of Life.